# 李啓東 (嘉靖進士)
李啓東（1503年—1552年），字元叔，又字伯陞。雲南楚雄府楚雄縣民籍江西庐陵人。明朝政治人物。

## 生平
曾祖李思存移至楚雄定居。弘治十六年（1503年）癸亥年七月二日，生于楚雄鹿城。嘉靖十年（1531年）辛卯科雲貴鄉試第三名舉人，嘉靖十一年（1532年）聯捷壬辰科会试第五十六名，殿試金榜二甲一名進士。吏部观政，授兵部主事，復除南京禮部主事，官至南京禮部主客司郎中。嘉靖三十一年（1552年）八月十四日病卒。

## 家族
曾祖李思存；祖李權，義官；父李鴻，歲贡；母劉氏。具庆下。